# Вилабуона (Лука)
Вилабуона (итал. Villabuona) је насеље у Италији у округу Лука, региону Тоскана.
Према процени из 2011. у насељу је живело 24 становника. Насеље се налази на надморској висини од 496 м.